# Joel Tomkins
Pour les articles homonymes, voir Tomkins.

a Compétitions nationales et continentales officielles uniquement.

b Matchs officiels uniquement.
Dernière mise à jour le 24 mai 2025.
Joel Andrew Tomkins, né le 21 mars 1987 à Warrington, est un joueur britannique de rugby à XIII et à XV qui évolue au poste de centre. International anglais dans les deux codes, il joue avec Wigan Warriors, puis passe au rugby à XV au sein du club des Saracens de 2011 à 2014, avant de retrouver son ancien club de Wigan.
Ses frères, Logan Tomkins et Sam Tomkins, sont également joueurs de rugby à XIII.

## Biographie
Joel Tomkins débute au rugby à XIII avec le club anglais des Wigan Warriors. Il connaît deux sélections avec l'équipe d'Angleterre de rugby à XIII en 2010. En 2011, il change de code et s'engage avec les Saracens. Il obtient sa première sélection en équipe d'Angleterre de rugby à XV le 2 novembre 2013 lors du test match contre l'équipe d'Australie.
En 2014, il retrouve le rugby à XIII, signant jusqu'en 2018 en faveur de son ancien club de Wigan.

## Palmarès
- Collectif :
  - Vainqueur du World Club Challenge : 2017 (Wigan Warriors).
  - Vainqueur de la Super League : 2010 et 2016
  - Finaliste de la Super League : 2021 (Dragons Catalans).